# Tatie Danielle
Pour les articles homonymes, voir Danielle.
Pour plus de détails, voir Fiche technique et Distribution.
Tatie Danielle est une comédie française écrite et réalisée par Étienne Chatiliez, sortie en 1990.

## Synopsis
À 82 ans, Danielle Billard est la grand-tante qu'on ne souhaiterait pas avoir. Odieuse, mesquine, voleuse, menteuse, capricieuse, elle en fait voir de toutes les couleurs à sa gouvernante, Odile, qui n'est guère moins âgée qu'elle (75 ans).
Sa seule famille sont ses petits-neveux Jean-Pierre et Jeanne, qu'elle voit peu. Jean-Pierre et son épouse Catherine, tous deux orphelins, voient en elle la grand-mère que leurs enfants n’ont jamais eue, et la prennent en pitié lorsqu’elle prétend qu’Odile la vole et la bat. Quand Odile meurt accidentellement d’une chute d’un escabeau en voulant nettoyer un lustre, Danielle vend sa maison d'Auxerre, dans l'Yonne, et lègue l’argent à ses petits-neveux, à charge pour Jean-Pierre et Catherine de l’héberger chez eux à Paris.
Malgré la bienveillance de Jean-Pierre envers elle, le couple se rend vite compte de son erreur : Danielle n'a rien de la brave mamie qu'ils pensaient connaître. Elle passe ses journées à les contrarier ou à distiller des remarques acerbes envers chacun, et en particulier Catherine.
Leurs vacances d'été en Grèce étant prévues de longue date, ils comptent sur Jeanne, la sœur de Jean-Pierre, pour s’occuper de Tatie Danielle pendant cette période. Mais Danielle est tellement odieuse avec celle-ci que, quand elle est abandonnée par son compagnon en apprenant sa grossesse, Jean-Pierre et Catherine renoncent et engagent une jeune fille au pair, Sandrine, pour s’occuper d’elle. Bien que Tatie Danielle tente de se venger d’avoir été « abandonnée » par ses petits-neveux en multipliant les contrariétés ou les humiliations envers elle, Sandrine, qui a vite cerné la personnalité de la vieille dame, ne se laisse pas faire et lui tient tête sans vaciller. Leur relation, très hostile les premiers jours, en vient de ce fait à se normaliser et les deux femmes deviennent amies. Danielle propose même de payer les frais de réparation de la voiture de Sandrine et lui offre son bijou préféré.
Mais une violente dispute éclate lorsque Danielle refuse à Sandrine, qui souhaite passer la nuit avec son petit ami, de la laisser seule. Devant l'entêtement de Sandrine, qui quitte la maison, Tatie Danielle, frustrée ou désespérée d’avoir été abandonnée de tous, réalise une mise en scène de l’appartement en cassant tout ce qui peut l’être et en provoquant un début d’incendie. Ceci lui vaut d’être évacuée en pleine nuit par les pompiers. L’affaire est fortement médiatisée et Jean-Pierre et Catherine sont interpellés à leur retour à Paris pour non-assistance à personne en danger et défaut de soin.
Placée en maison de retraite, Tatie Danielle est au départ choyée par le personnel et les autres pensionnaires, mais ils déchantent rapidement lorsqu'ils découvrent sa véritable personnalité au fil des jours. Pendant ce temps, Jean-Pierre et Catherine sont rapidement acquittés des accusations à leur encontre.
Un matin, Danielle fugue de la maison de retraite et nul ne sait où elle a pu aller. On la retrouve en vacances à la montagne, heureuse en compagnie de son unique amie, Sandrine.

## Fiche technique
- Titre : Tatie Danielle
- Accroche : Vous ne la connaissez pas encore, mais elle vous déteste déjà
- Réalisateur : Étienne Chatiliez, assisté de Frédéric Blum
- Scénario : Étienne Chatiliez et Florence Quentin
- Décors : Geoffroy Larcher
- Costumes : Radija Zeggai
- Photographie : Philippe Welt
- Montage : Catherine Renault
- Musique : Gérard Kawczynski et Gabriel Yared
- Son : Dominique Dalmasso et Guillaume Sciama
- Production : Charles Gassot
- Sociétés de production : Les Productions du Champ Poirier, Sofica creation, Sofimage, Images Investissements et Téléma Productions
- Société de distribution : AMLF
- Pays d'origine :  France
- Langue originale : français
- Format : couleur (Eastmancolor) - 1.66 : 1 - Son stéréophonique - 35 mm
- Genre : comédie noire
- Durée : 110 minutes
- Dates de sortie :
  -  France : 4 avril 1990
  -  Belgique : 2 août 1990
- Public : Tout public

## Distribution
- Tsilla Chelton : Tatie Danielle Billard
- Isabelle Nanty : Sandrine Vonnier, la jeune garde
- Catherine Jacob : Catherine Billard
- Éric Prat : Jean-Pierre Billard
- Laurence Février : Jeanne Billard
- Neige Dolsky : Odile Dombasle, la vieille gouvernante
- Mathieu Foulon : Jean-Marie Billard
- Gary Ledoux : Jean-Christophe « Totoff » Billard
- Karin Viard (créditée Karine Viard) : Agathe, l'esthéticienne
- Patrick Bouchitey : le mendiant
- Nadia Barentin : une infirmière
- Marina Tomé : la concierge
- Madeleine Antoine : une vieille dame
- Madeleine Cheminat : Mme Mauprivet
- Nicole Chollet : Ginette Mauprivet
- Évelyne Didi : la femme dans le bus
- Jacqueline Dufranne : Mme Ladurie
- Isabelle Petit-Jacques : une passante
- Monique Pantel : une dame de l'immeuble
- Dominique Mac Avoy : Mme Lemoine
- Pierre Jean : M. Lemoine
- François-Régis Marchasson : un passant
- Jean-Pierre Miquel : le médecin
- Christine Pignet : la chauffeuse de taxi
- Virginie Pradal : Mme Lafosse
- Josephine Sourdel : Mme Langman
- Frédéric Rossif : l'homme aux canards
- André Wilms : le médecin de la maison de retraite
- Delphine Quentin : Camille, une infirmière de la maison de retraite
- Claire Marsden : Frédérique, une infirmière de la maison de retraite
- Olivier Saladin : le boucher
- Lorella Cravotta : la femme du boucher
- Christophe Malbranque : le copain de Jean-Marie
- Marie-France Cubadda : elle-même
- Bradley Harryman : Michael
- Paul Le Person (caméo - non crédité)

## Bande originale
Singles
La complainte de la vieille salope, chanson qui conclut le film, est interprétée par Catherine Ringer.
| No  | Titre                              | Auteur           | Durée      |
| --- | ---------------------------------- | ---------------- | ---------- |
| 1.  | Tatie Danielle                     | Catherine Ringer | 5 min 21 s |
| 2.  | Straighty Tatie                    | Catherine Ringer | 2 min 6 s  |
| 3.  | Tatie à trois temps                | Catherine Ringer | 1 min 37 s |
| 4.  | Tenor Mais West                    | Catherine Ringer | 1 min 37 s |
| 5.  | Tatie explose                      | Catherine Ringer | 4 min 1 s  |
| 6.  | À la recherche du papier peint     | Catherine Ringer | 1 min 6 s  |
| 7.  | La grande gerbe                    | Catherine Ringer | 2 min 4 s  |
| 8.  | Vocal Cadenzas                     | Catherine Ringer | 2 min 29 s |
| 9.  | La complainte de la vieille salope | Catherine Ringer | 2 min 29 s |
| 10. | Tatie Boogie                       | Catherine Ringer | 3 min 29 s |
| 11. | Rue du Commerce                    | Catherine Ringer | 2 min 17 s |
| 12. | La déconfiture                     | Catherine Ringer | 1 min 52 s |
| 13. | Tatie's Blues                      | Catherine Ringer | 1 min 28 s |
| 14. | Le lac aux canetons                | Catherine Ringer | 1 min 26 s |
| 15. | Cityrama                           | Catherine Ringer | 0 min 51 s |
| 16. | C'est l'montblanc                  | Catherine Ringer | 0 min 42 s |
| 17. | La complainte de la vieille salope | Catherine Ringer | 1 min 22 s |

## Distinctions
Tatie Danielle a été nommé pour trois César en 1991 :
- César de la meilleure actrice (Tsilla Chelton)[1]
- César de la meilleure actrice dans un second rôle (Catherine Jacob)
- César du meilleur espoir féminin (Isabelle Nanty)

## Box-office
| Pays ou région | Box-office        | Date d'arrêt du box-office | Nombre de semaines |
| -------------- | ----------------- | -------------------------- | ------------------ |
| France         | 2 151 463 entrées | ?                          | ?                  |

## Autour du film
- Les scènes du film ont été tournées à partir du 15 septembre 1989[2] à l'extérieur de la maison de Tatie Danielle sur l'avenue Wilson à Château-Thierry dans l'Aisne[3], sur la place Drouet-d'Erlon à Reims dans la Marne, sur une terrasse à Cordon en Haute-Savoie et à Paris[4]. Pour les lieux de tournage à Paris, malgré les montants onéreux, la régisseuse Catherine Pierrard a trouvé un immeuble vide à louer pendant six semaines, situé au 60Bis rue Dombasle dans le 15e arrondissement.
- Le film, pour le premier quart d'heure, a non seulement été tourné à l'extérieur de la maison sise au 1 avenue Wilson à Château-Thierry (), mais aussi à l'intérieur de cette maison (rez-de-chaussée et premier étage). Un salon rococo avait même été repeint, avec des couleurs spécifiques liées aux besoins du tournage (des bleus et des gris électriques assez peu Louis XV, mais très pratiques pour refléter la lumière).
- Le réalisateur Étienne Chatiliez raconte dans L'Express du 16 juillet 2012, à propos de la mort de Tsilla Chelton, que « c'était un rôle qui l'amusait, elle avait très envie de jouer cette vieille dame qui préferait être seule que mal accompagnée et qui n'aimait pas grand monde »[5].
- Nicole Chollet tient le rôle de la fille de Mme Mauprivet (Madeleine Cheminat), mais la différence d'âge entre les deux actrices n'est que de 6 ans.
- Dans le jardin, Tatie Danielle fredonne L'heure exquise de l'opérette La veuve joyeuse de Franz Lehár.
- On retrouve 4 acteurs de La Vie est un long fleuve tranquille : Catherine Jacob, André Wilms (le médecin de la maison de retraite), Christine Pignet (le chauffeur de taxi) et Patrick Bouchitey (le mendiant).
- Première apparition à l'écran de Karin Viard, créditée Karine Viard, dans le rôle de l'assistance de Catherine Jacob.
- En réalité l'actrice Neige Dolsky qui joue Odile, la gouvernante, est âgée de 8 ans de plus que Tsilla Chelton qui joue Tatie Danielle.